# بالایت
بالایت (به مجاری: Balajt) یک شهرداری در مجارستان است که در ناحیه ادلنی واقع شده‌است. بالایت ۹٫۰۳ کیلومتر مربع مساحت و ۴۶۰ نفر جمعیت دارد.